# Cubilla
Cubilla – gmina w Hiszpanii, w prowincji Soria, w Kastylii i León, o powierzchni 20,21 km². W 2011 roku gmina liczyła 45 mieszkańców.